# T-ARAの映像作品
T-ARAの映像作品は、T-ARAが発表した作品うち映像作品（ミュージックビデオ、市販されたDVD・BD他）をまとめた項。他はT-ARAの作品を参照。

## 韓国ミュージックビデオ
2009年
- 良い人 - 좋은 사람 Ver 1 - Good Person Ver.1

1. Ver.1
2. (「좋은 사람 Ver 1」は曲名つまり、「좋은 사람 Ver.1」MVのVer.2)

- 嘘 (Part.1) - 거짓말 (Part.1) - Lies - (Part.1)
- 嘘 (Part.2)
- 遊んでみる?  - 놀아볼래? -WannaPlay?
- 嘘 (Ballad Ver.)
- Bo Peep Bo Peep

1. チョン・ジア出演、19禁認定
2. 振り付けバージョン

- 初めてのように - 처음처럼 -Like The First Time
- Apple is A

 2010年
- あなたのせいで狂いそう - 너 때문에 미쳐 - I Go Crazy Because of You

1. .ver
2. Z9 .Ver

- 私がとても痛くて - 내가 너무 아파 - I'm Really Hurt
- We Are The One
- どうしてそうなの - 왜 이러니 - Why do you act like this
- yayaya

 2011年
- Roly-Poly

1. Drama Ver. (長編ドラマ)
2. 振り付け
3. ファンの「踊ってみた」をあわせて編集

- Roly-Poly in コパカバーナ - Roly-Poly In 코파카바나 - Roly-Poly in Copacabana
- LOG-IN
- Cry Cry

1. Drama Ver. (長編ドラマ)
2. 振り付けバージョン

- Cry Cry (Ballad Ver.)

 2012年
- Lovey-Dovey

1. Drama Ver. (長編ドラマ)
2. Lovey-Dovey in TOKYO

- Lovey-Dovey ZOMBIE
- くるくる - 빙글빙글 - Round Round
- Day By Day

1. Drama Ver. (長編ドラマ)
2. Dance Ver.

- Sexy Love

1. Drama Ver. (長編ドラマ)
2. Making Ver.
3. Dance Ver.
4. ROBOT Dance Ver.
5. Tokyo Ver.

## ユニット
2009年
- 女性時代
  - アーティスト:女性時代(Seeya & ダビチ & ジヨン)
- T.T.L(Time To Love)
  - アーティスト: T.T.L(T-ara & 超新星)
- T.T.L Listen2
  - アーティスト:T.T.L (T-ara & 超新星)

2010年
- ワンダーウーマン - 원더우먼 - Wonder Women
  - アーティスト:Seeya & ダビチ & T-ara(ウンジョン、ヒョミン)
- 私たち愛したじゃない - 우리 사랑했잖아 - We Were In Love
  - アーティスト:ダビチ & T-ara(ソヨン、ヒョミン、ジヨン、ファヨン)

2011年
- Beautiful Girl
  - アーティスト:  T-ara (feat. Electroboyz)( ヒョミン )
- 昼と夜 (Love All) - 낮과 밤
  - アーティスト:シャノン & Gavy NJ(コンジ) & T-ara(アルム)

## 日本ミュージックビデオ
2011年
- Bo Peep Bo Peep
- yayaya

1. Japan original Ver.
2. Dance Ver.

2012年
- Roly-Poly

1. Japanese ver.
2. Dance ver.

- コジンマル〜嘘〜
- Lovey-Dovey
- Day By Day
- Sexy Love

2013年
- バニスタ!
- Target

## MV長編ドラマ
ミュージックビデオのうち長編ドラマバージョンについて述べる。
| - 監督:チャン・ウンテク キャスト - 女性 - イム・イェジン - DJ - チョン・ヨンロク(ヨンオク、ボラムの父) |

| - 監督:チャン・ウンテク - ロケ地は釜山 - 挿入歌、私たち愛したじゃない - 우리 사랑했잖아 - We Were In Love キャスト - 刑事 - チャ・スンウォン - 組織のリーダー - チ・チャンウク - 父親 - イ・ジェヨン - キャスト:ジヨン、ヒョミン、ウンジョン、キュリ |

| - 監督:チャン・ウンテク - キャスト:イ・ジェユン - キャスト:ジヨン、ヒョミン、ウンジョン、ダニ - 挿入歌、行かないで - 떠나지마 - Don't Leave |

## ミュージックビデオのパッケージ版
Cry Cry & Lovey-Dovey Music Video Collection
- Blu-ray
- DVD

T-ARA's Best of Best 2009-2012 ～Korean ver.～
- 韓国語曲ベスト盤「MUSIC + CLIPS」バージョンにセットのDVD

1. Bo Peep Bo Peep(Sexy ver.)
2. Bo Peep Bo Peep(Dance ver.)
3. 嘘
4. T.T.L（Time To Love)
5. T.T.L Listen2
6. あなたのせいで狂いそう
7. yayaya
8. ウェイロニ（どうしてそうなの）
9. 私がとても痛くて
10. We Are The One
11. 初めてのように
12. Roly-Poly ver.1
13. Roly-Poly ver.2
14. Roly-Poly in コパカバーナ

## ライブビデオ
- T-ARA JAPAN TOUR 2012 ～Jewelry box～ LIVE IN BUDOKAN[1]

発売:EMIミュージック・ジャパン
- Blu-ray
- DVD

## その他のパッケージソフト
T-ARA's Best of Best 2009-2012 ～Korean ver.～
- 韓国語曲ベスト盤「MUSIC + PHOTOBOOK + MOVIE」バージョンにセットのDVD
- FREE TIME IN EUROPE ～ 撮影密着ドキュメントMOVIE

## リアリティ番組ビデオ
- ティアラドットコム[3](2012年12月5日)

50分×5話×2(BOX1、BOX2)
- 発売:ビクター・エンタテインメント

1. DVD-BOX1
2. DVD-BOX2

## メインの番組
- ティアラワールド - 티아라월드  (2010年2月)
- ティアラドットコム - 티아라닷컴  (2010年2月)
- ティアラとユン・シウンのBubi Bubi - 티아라와 윤시윤의 Bubi Bubi  (2010年4月)
- ティアラのドリームガールズ - 티아라의 드림걸즈 - T-ara Dream Girls  (2010年10月)
- ティアラのハローベイビー - 티아라의 헬로 베이비 T-ara hello baby  (2010年11月)
- ティアラと花美男たち - 티아라의 꽃미남들  (2011年12月)
- ティアラの告白 - 티아라의 고백 - T-ara confession(2012年10月)